# Нечаєва Тамара Павлівна
Тамара Павлівна Нечаєва (рос. Тамара Павловна Нечаева; 17 жовтня 1922, станція Народна, Воронезька область — 16 серпня 2003, Уфа) — радянський і російський скульптор, Народний художник Башкирської АРСР, Заслужений художник РРФСР, почесний громадянин міста Уфа.

## Біографія
Нечаєва Тамара Павлівна народилася 17 жовтня 1922 року на станції Народна Воронезької області. Дитинство і юність її пройшли в Ленінграді. У 1940-1941 роках навчалася в художній студії Будинку культури Московського району м. Ленінграда.
Після закінчення студії під час війни вона евакуювалася в Уфу до двоюрідного брата її матері, одного з найстаріших художників Башкортостану Анатолія Петровича Лежньова, де і залишилася жити. Величезну роль зіграли творчі контакти Нечаєвої з провідними майстрами пензля Башкортостану: К.С. Давлеткільдеєвим, О.Е. Тюлькіна, М.М. Єлгаштиної, знайомство зі скульпторами - Сергієм Меркуровим, Сергієм Коньонковим, Вірою Мухіною, відвідування їх майстерень в Москві і вивчення їх творчості.
У 1946 році Нечаєва обирається депутатом Уфимської міської Ради депутатів трудящих (потім обирається в 1953, 1955, 1959 роках). У 1955 році обирається членом Правління Спілки художників Башкирії — до 1991, крім 1970-1972).
У 1957 році удостоєна звання «Заслужений діяч мистецтв Башкирської АРСР». У 1958 році обирається головою Правління Спілки художників Башкирії (до 1967). У 1960 році обирається членом Правління та секретарем Спілки художників РРФСР (до 1969).
У 1997 році встановлює пам'ятник Мубарякову в селищі Асси Бєлорєцького району Республіки Башкортостан (архітектор Бормотов). У травні 2002 року Тамарі Павлівні Нечаєвій присвоєно звання «Почесний громадянин міста Уфи».
Померла у серпні 2003 року в м Уфі.